# هجوم تيشلا
هجوم تيشلا هي مواجهة عسكرية وقعت في 12 يوليو عام 1979 في منطقة تيشلا الواقعة في الصحراء الغربية. وتُعد هذه المعركة هي المواجهة الأخيرة بين موريتانيا وجبهة البوليساريو قبل عقدهما لمعاهدة الجزائر للسلام وانسحاب موريتانيا من الصراع الدائر في منطقة الصحراء الغربية.

## الخلفية التاريخية
أطاح العقيد مصطفى ولد محمد السالك ولجنته العسكرية للإنعاش الوطني بنظام أول رئيس لموريتانيا بعد إعلان استقلالها عن فرنسا مختار ولد داداه في 10 يوليو 1978 في أعقاب الأزمة الاقتصادية الخطيرة التي شهدتها البلاد بسبب تكلفة الحرب. تولت الحكم في موريتانيا بعد ذلك لجنة جيش الإنقاذ الوطني.:156 أعلنت جبهة البوليساريو الحاكمة في منطقة الصحراء الغربية بعد هذا الانقلاب مباشرةً وقف إطلاق النار من جانب واحد على افتراض أن موريتانيا تريد الانسحاب سلميا من الصراع الدائر في منطقة الصحراء الغربية.:210 وعلى الرغم من ذلك ظلت المفاوضات بين جبهة البوليساريو وبين العقيد مصطفى ولد محمد السالك الحاكم الجديد لموريتانيا لا تُحرز تقدّمًا حرصًا من الرئيس الموريتاني الجديد على عدم قطع تحالف بلاده مع المغرب.
وقع بعد ذلك انقلاب جديد أطاح فيه محمد محمود ولد أحمد لولي بمصطفى ولد محمد السالك، وأدى هذا بدوره إلى فشل المفاوضات بين جبهة البوليساريو وموريتانيا، مما دفع جبهة البوليساريو لكسر الهدنة التي استمرت لأكثر من عام بهدف تسريع ديناميات المفاوضات ودفع النظام الموريتاني للانسحاب الفوري من الصحراء الغربية.

## المعركة
شنت قوات جبهة البوليساريو هجومها الأول في عشية مؤتمر منظمة الوحدة الأفريقية الذي عُقد في العاصمة الليبيرية مونروفيا، والذي كان من المقرر أن يصدر خلاله قرار بشأن الحرب في الصحراء الغربية. ففي 12 يوليو عام 1979 خرقت قوات جبهة البوليساريو قرارها بوقف إطلاق النار واستولت على منطقة تيشلا الواقعة في الصحراء الغربية مما تسبب في خسائر فادحة في صفوف الحامية الموريتانية.
هددت موريتانيا بعد هذا الهجوم بمطالبة فرنسا والمغرب بمساعدتها في مواجهة هجمات جديدة محتملة، بينما أعلنت جبهة البوليساريو أن الرد الموريتاني سيدفعها لشن هجمات جديدة ستكون في مناطق أبعد من تيشلا ، أيّ أنها ستتعمق داخل الأراضي الموريتانية. وبسبب الذعر العام من فكرة استمرار الحرب، توقعت موريتانيا أن تأتي نتائج التصويت إيجابيًا على الاستفتاء الذي طلبت إجراءه جبهة البوليساريو والذي أوصى به رؤساء دول منظمة الوحدة الإفريقية.

## التداعيات
في 29 يوليو عام 1979، أعلن رئيس وزراء الجمهورية العربية الصحراوية الديمقراطية محمد الأمين ولد أحمد عن إطلاق سراح 73 جنديًا موريتانيًا تم أسرهم أثناء الهجوم على مدين تيشلا، وذلك استجابة لطلب قدم رؤساء دولتي مالي ونيجيريا نيابة عن اللجنة الخاصة لمنظمة وحدة الصحراء الغربية للجمهورية العربية الصحراوية الديمقراطية. أتي هذا الإفراج في أعقاب إطلاق سراح حاكم ولاية تيشلا الموريتاني عبد الله ولد المختار ولد كبد الذي كان قد أسر أيضًا أثناء الهجوم.
بعد الإعلان عن إطلاق سراح الجنديين الموريتانيين، أعلن محمد خونا ولد هيد الله رئيس الوزراء الموريتاني أن بلاده قد اختارت الخروج بشكل نهائي من هذه الحرب الظالمة بين الأشقاء، وأن موريتانيا ليس لديها أي مطالبات في الحرب الدائرة في منطقة الصحراء الغربية. وفي 5 أغسطس عام 1979 وقع الرئيس الموريتاني محمد محمود ولد أحمد لولي معاهدة سلام في الجزائر العاصمة التي أضفت الطابع الرسمي على انسحاب قواته من منطقة ريو دي أورو التي سُرعان أن ضمها الجيش المغربي إلى أراضيهعلى الفور.